# Guipy
Guipy é uma comuna francesa na região administrativa de Borgonha-Franco-Condado, no departamento Nièvre. Estende-se por uma área de 18,92 km². Em 2010 a comuna tinha 250 habitantes (densidade: 13,2 hab./km²).